# Epilampra thunbergi
Epilampra thunbergi är en kackerlacksart som beskrevs av Karlis Princis 1949. Epilampra thunbergi ingår i släktet Epilampra och familjen jättekackerlackor. Inga underarter finns listade i Catalogue of Life.